# Tuffi ai Giochi della XVII Olimpiade - Trampolino 3 metri maschile
Il concorso dei tuffi dal trampolino 3 metri maschile dei Giochi olimpici di Roma 1960 si svolse il 27 e 29 agosto. I partecipanti furono 32, provenienti da 19 distinte nazioni.
Il titolo olimpico andò allo statunitense Gary Tobian, che precedette in finale il connazionale Samuel Hall, in testa nei primi due turni eliminatori, ed il messicano Juan Botella.

## Calendario
| Data      | Ora   | Turno       |
| --------- | ----- | ----------- |
| 27 agosto | 09:45 | Preliminari |
| 27 agosto | 16:30 | Semifinale  |
| 29 agosto | 15:50 | Finale      |

## Risultati

### Preliminari
4 tuffi, i migliori 16 in semifinale
| Pos. | Atleta                  | Nazione                   | Tuffi | Tuffi | Tuffi | Tuffi | Totale |
| Pos. | Atleta                  | 1º                        | 2º    | 3º    | 4º    |       | Totale |
| ---- | ----------------------- | ------------------------- | ----- | ----- | ----- | ----- | ------ |
| 1    | Samuel Hall             | Stati Uniti               | 12,18 | 16,91 | 14,44 | 18,63 | 62,16  |
| 2    | Gary Tobian             | Stati Uniti               | 12,46 | 16,72 | 13,30 | 19,55 | 62,03  |
| 3    | Juan Botella            | Messico                   | 12,80 | 14,63 | 14,06 | 19,17 | 60,66  |
| 4    | Hans-Dieter Pophal      | Squadra Unificata Tedesca | 12,00 | 15,01 | 12,73 | 15,36 | 55,10  |
| 5    | Lamberto Mari           | Italia                    | 11,20 | 13,11 | 14,63 | 16,10 | 55,04  |
| 6    | Álvaro Gaxiola          | Messico                   | 11,34 | 14,25 | 11,59 | 17,71 | 54,89  |
| 7    | Georges Senecot         | Francia                   | 12,00 | 14,44 | 12,54 | 14,95 | 53,93  |
| 8    | Ernie Meissner          | Canada                    | 10,64 | 11,78 | 13,49 | 17,71 | 53,62  |
| 9    | Walter Messa            | Italia                    | 10,24 | 13,49 | 12,73 | 17,01 | 53,47  |
| 10   | Yury Melnikov           | Unione Sovietica          | 12,16 | 12,54 | 12,73 | 15,87 | 53,30  |
| 11   | Kurt Mrkwicka           | Austria                   | 10,24 | 13,87 | 12,73 | 16,28 | 53,12  |
| 12   | Toshio Tamano           | Giappone                  | 11,52 | 13,68 | 12,92 | 14,72 | 52,84  |
| 13   | Göran Lundqvist         | Svezia                    | 11,52 | 13,11 | 13,87 | 13,86 | 52,36  |
| 14   | Johnny Hellström        | Svezia                    | 12,00 | 10,83 | 13,68 | 15,40 | 51,91  |
| 15   | Rudi Oertel             | Squadra Unificata Tedesca | 11,04 | 12,92 | 11,97 | 15,87 | 51,80  |
| 16   | Graham Deuble           | Australia                 | 10,88 | 13,68 | 11,97 | 14,95 | 51,48  |
| 17   | Vyacheslav Chernyshov   | Unione Sovietica          | 8,96  | 12,35 | 12,92 | 16,64 | 50,87  |
| 18   | Christian Pire          | Francia                   | 10,24 | 14,06 | 10,83 | 15,36 | 50,49  |
| 19   | Peter Huber             | Austria                   | 10,40 | 12,73 | 11,97 | 15,36 | 50,46  |
| 20   | Peter Squires           | Gran Bretagna             | 9,94  | 13,11 | 11,78 | 15,40 | 50,23  |
| 21   | Tomáš Bauer             | Cecoslovacchia            | 11,52 | 10,45 | 12,54 | 15,41 | 49,92  |
| 22   | Fernando Ribeiro Telles | Brasile                   | 9,24  | 13,11 | 11,97 | 14,95 | 49,27  |
| 23   | Shunsuke Kaneto         | Giappone                  | 10,78 | 13,68 | 8,10  | 14,95 | 47,51  |
| 24   | János Konkoly           | Ungheria                  | 9,44  | 8,93  | 11,21 | 17,36 | 46,94  |
| 25   | Jerzy Kowalewski        | Polonia                   | 9,92  | 9,88  | 13,30 | 13,44 | 46,54  |
| 26   | Keith Collin            | Gran Bretagna             | 11,36 | 13,68 | 12,92 | 8,14  | 46,10  |
| 27   | Ken Crotty              | Australia                 | 10,40 | 6,65  | 11,40 | 14,95 | 43,40  |
| 28   | Ahmed Moharran          | Rep. Araba Unita          | 10,40 | 10,45 | 11,21 | 10,92 | 42,98  |
| 29   | Federico Andrade        | Colombia                  | 9,52  | 12,54 | 11,21 | 8,16  | 41,43  |
| 30   | József Dóra             | Ungheria                  | 9,60  | 10,07 | 10,26 | 11,28 | 41,21  |
| 31   | Hans Klug               | Svizzera                  | 8,16  | 9,12  | 10,45 | 10,92 | 38,65  |
| 32   | Ali Mohamed Muheeb      | Rep. Araba Unita          | 8,32  | 11,02 | 5,89  | 10,56 | 35,79  |

### Semifinale
Alle note dei 3 tuffi si aggiungeva il punteggio ottenuto nel preliminare. I migliori 8 accedevano alla finale.
| Pos. | Atleta             | Nazione                   | Prelim. | Tuffi | Tuffi | Tuffi | Totale |
| Pos. | Atleta             | 1º                        | Prelim. | 2º    | 3º    |       | Totale |
| ---- | ------------------ | ------------------------- | ------- | ----- | ----- | ----- | ------ |
| 1    | Samuel Hall        | Stati Uniti               | 62,16   | 15,13 | 10,40 | 19,80 | 107,49 |
| 2    | Gary Tobian        | Stati Uniti               | 62,03   | 12,41 | 11,05 | 21,84 | 107,33 |
| 3    | Juan Botella       | Messico                   | 60,66   | 13,09 | 12,15 | 21,06 | 106,96 |
| 4    | Lamberto Mari      | Italia                    | 55,04   | 12,41 | 11,10 | 17,94 | 96,49  |
| 5    | Hans-Dieter Pophal | Squadra Unificata Tedesca | 55,10   | 12,92 | 11,25 | 15,64 | 94,91  |
| 6    | Álvaro Gaxiola     | Messico                   | 54,89   | 12,92 | 9,10  | 17,76 | 94,67  |
| 7    | Ernie Meissner     | Canada                    | 53,62   | 12,92 | 10,01 | 17,68 | 94,23  |
| 8    | Toshio Tamano      | Giappone                  | 52,84   | 11,90 | 11,10 | 18,24 | 94,08  |
| 9    | Georges Senecot    | Francia                   | 53,93   | 11,90 | 10,80 | 15,84 | 92,47  |
| 10   | Walter Messa       | Italia                    | 53,47   | 13,26 | 9,49  | 16,06 | 92,28  |
| 11   | Rudi Oertel        | Squadra Unificata Tedesca | 51,80   | 12,58 | 10,80 | 16,72 | 91,90  |
| 12   | Yury Melnikov      | Unione Sovietica          | 53,30   | 12,75 | 9,75  | 16,06 | 91,86  |
| 13   | Johnny Hellström   | Svezia                    | 51,91   | 12,58 | 10,95 | 15,87 | 91,31  |
| 14   | Göran Lundqvist    | Svezia                    | 52,36   | 12,58 | 9,49  | 16,80 | 91,23  |
| 15   | Kurt Mrkwicka      | Austria                   | 53,12   | 12,41 | 10,50 | 14,70 | 90,73  |
| 16   | Graham Deuble      | Australia                 | 51,48   | 11,73 | 9,15  | 16,90 | 89,26  |

### Finale
Alle note dei 3 tuffi si aggiungeva il punteggio ottenuto in semifinale.
| Pos.    | Atleta             | Nazione                   | Semif. | Tuffi | Tuffi | Tuffi | Totale |
| Pos.    | Atleta             | 1º                        | Semif. | 2º    | 3º    |       | Totale |
| ------- | ------------------ | ------------------------- | ------ | ----- | ----- | ----- | ------ |
| Oro     | Gary Tobian        | Stati Uniti               | 107,33 | 17,82 | 23,52 | 21,33 | 170,00 |
| Argento | Samuel Hall        | Stati Uniti               | 107,49 | 15,62 | 22,10 | 21,87 | 167,08 |
| Bronzo  | Juan Botella       | Messico                   | 106,96 | 21,33 | 19,17 | 14,84 | 162,30 |
| 4       | Álvaro Gaxiola     | Messico                   | 94,67  | 16,28 | 19,76 | 19,71 | 150,42 |
| 5       | Ernie Meissner     | Canada                    | 94,23  | 15,18 | 16,72 | 17,94 | 144,07 |
| 6       | Lamberto Mari      | Italia                    | 96,49  | 15,62 | 15,36 | 16,50 | 143,97 |
| 7       | Toshio Tamano      | Giappone                  | 94,08  | 16,06 | 15,62 | 14,70 | 140,46 |
| 8       | Hans-Dieter Pophal | Squadra Unificata Tedesca | 94,91  | 10,26 | 16,06 | 12,72 | 133,95 |